# A Matter of Life and Death
A Matter of Life and Death är det engelska heavy metal-bandet Iron Maidens fjortonde studioalbum. Det släpptes den 28 augusti 2006.

## Låtlista
1. Different World (Smith/Harris) 4.17
2. These Colours Don't Run (Smith/Harris/Dickinson) 6.52
3. Brighter Than a Thousand Suns (Smith/Harris/Dickinson) 8.44
4. The Pilgrim (Gers/Harris) 5.07
5. The Longest Day (Smith/Harris/Dickinson) 7.48
6. Out Of the Shadows (Dickinson/Harris) 5.36
7. The Reincarnation of Benjamin Breeg (Murray/Harris) 7.21
8. For The Greater Good of God (Harris) 9.24
9. Lord Of Light (Smith/Harris/Dickinson) 7.23
10. The Legacy (Gers/Harris) 9.20

## Banduppsättning
- Bruce Dickinson - sång
- Dave Murray - gitarr
- Janick Gers - gitarr
- Adrian Smith - gitarr
- Steve Harris - bas
- Nicko McBrain - trummor

## A Matter of Life and Death

### Inspelning
Låtskrivandet inleddes i slutet av 2005, och den 1 mars 2006 påbörjades inspelningen i Sarm West Studios i Notting Hill, London. Albumet producerades av Kevin Shirley med Steve Harris som medproducent. Likt tidigare albuminspelningar med Kevin Shirley spelade bandet in live-tagningar i studion, som sedan klipptes och pusslades ihop till de färdiga albumversionerna.
A Matter of Life and Death var ett tidigt arbetsnamn, och valdes bland andra förslag som slutgiltig titel. Jämte Piece of Mind, The X Factor och Virtual XI är A Matter of Life and Death Iron Maidens fjärde albumtitel som inte är tagen från en låttitel.
Albumet anses av bandmedlemmarna själva vara Iron Maidens mest progressiva album. Det är över 72 minuter långt, vilket gjorde det till bandets dittills längsta album och deras nuvarande tredje längsta efter The Book of Souls (92 minuter) och The Final Frontier (76 minuter).
Albumet var först tänkt att släppas den 4 september 2006 i Europa och den 5 september i USA.. Sistnämnda datum behölls för USA samt för Kanada och Japan. Det förstnämnda ändrades emellertid till att tidigareläggas till den 25 augusti i Finland och i Italien och den 28 augusti för resten av världen.
Albumet släpptes i tre versioner, som vanlig cd, som cd med en dvd-dokumentär om studioarbetet och som en dubbel picture disc-LP.

### Låtdetaljer

Den brittiska flaggan

Termen "These Colours Don't Run" hördes första gången i Iron Maiden-sammanhang som en arg kommentar från Bruce Dickinson under en konsert på Ozzfest 2005 då publik kastat ägg på bandet. I en intervju med tidningen Rhythm Magazine bekräftade Nicko McBrain att låttiteln var inspirerad av Ozzfest-incidenten och nämnde även att Sharon Osbourne försett sina vänner med ägg som de skulle kasta på bandet. "Jag minns inte exakt vad han (Bruce) sa, men han gapade flera svärord och sa: 'These colours don't fucking run', och menade att vi inte skulle gå av från scenen.”

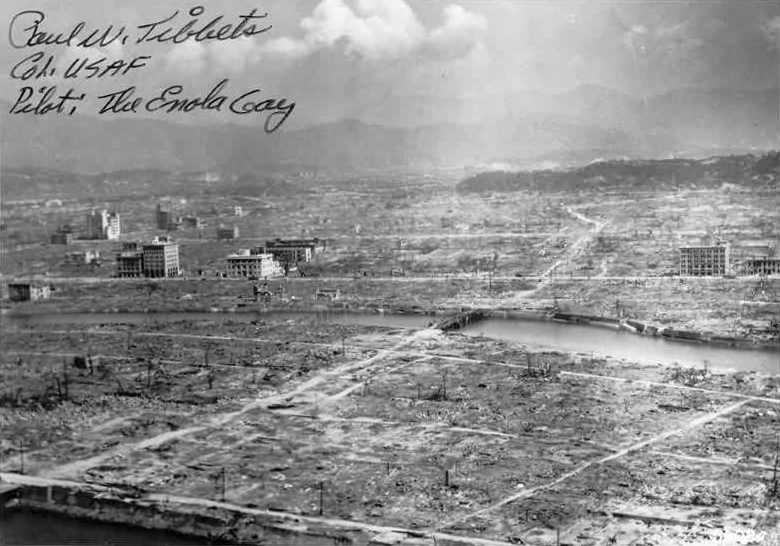
Hiroshima efter atombomben

Brighter Than a Thousand Suns handlar om Manhattanprojektet. "Forskarna som först såg bomben smälla sa att det var 'ljusare än tusen solar'. Idén med att människor kunde förgöra hela mänskligheten har förändrat hur folk tänker", berättade Bruce Dickinson under en intervju med Kerrang Magazine.
The Pilgrim handlar enligt textförfattaren Steve Harris om skeppet Mayflower.
The Longest Day handlar om D-dagen under andra världskriget och de allierades landstigning i Normandie under Operation Overlord. Titeln är tagen från den irländske författaren Cornelius Ryans roman från 1959, som filmatiserades 1962.
Out of the Shadows handlar enligt textförfattaren Bruce Dickinson om att födas. Att födas är att komma ur skuggorna och den nyfödde är med Dickinsons ord "kung för en dag". Under en konsert i Chicago 2006 gav Dickinson en annan vinkling av texten då han presenterade den som en låt om att en dag vakna upp och inse att livet inte får kastas bort. Under en i Manchester 2006 kommenterade han att Out of the Shadows var den enda låten på albumet som inte handlade om religion eller krig.
For the Greater Good är en kommentar på religiös fundamentalism och fanatism.
Lord of Light handlar om Lucifer (Djävulen) som enligt Bibeln trotsade Gud och kastades ner på jorden.

### Omslaget
Omslaget ritades av amerikanen Tim Bradstreet. Omslaget föreställer bandmaskoten Eddie stående på en pansarvagn, omgiven av odöda skelettsoldater. Bakgrunden är ett sönderbombat slagfält. På pansarvagnen finns dessutom en bild av Eddies huvud ovanför två korsade automatkarbiner. Denna bild kom att benämnas "Crossed Guns" och blev en logotyp för skivan.

### Singlar
- The Reincarnation of Benjamin Breeg - Släpptes som singel den 14 augusti 2006.
- Different World - Släpptes som singel den 14 november 2006.

## Marknadsföring
Den 10 augusti släpptes Different World för förhandslyssning på Iron Maidens officiella hemsida, och den 15 november släpptes Brighter Than A Thousand Suns på samma sätt.

## Extramaterial

### Covers
Innan A Matter of Life and Death och singlarna från denna hade givits ut, ryktades det om att Iron Maiden skulle ha spelat in fyra stycken covers vilka troligtvis skulle bli b-sidorna till singlarna. Dock fanns bara en cover med på singeln till Different World, Hocos Pocus. Det här var första gången på tio år som bandet spelade in coverlåtar. En annan singel som kan ha spelats in i detta sammanhang är Pink Floyds låt The Great Gig in the Sky. Ett annat tidigt rykte var att en kvinnlig sångare skulle finnas med på en sådan cover. Om så vore fallet, skulle detta vara den första gången någonsin som Iron Maiden använt sig av en kvinnlig sångare i sin musik. Det är oklart om någon av dessa covers över huvud taget kommer att släppas.

### DVD-dokumentär
Även A Matter of Life and Death gavs ut i en limited edition-version. Dokumentären "The Making of A Matter of Life and Death", som regisserades av Matthew Amos (även regissör till The Early Days- och Death on the Road-dokumentärerna), innehåller videosnuttar där skivproducenten Kevin Shirley filmar under inspelningen. Dvd:n innehåller också promovideon till The Reincarnation of Benjamin Breeg och en studiotagning av Different World.

## Mottagande
Skivan gick direkt upp på första platsen när den kom i Finland och sålde i över 15 000 exemplar första försäljningsdagen.. En vecka senare hade skivan sålt guld. Den blev Iron Maidens åttonde guldskiva i Finland. Efter en vecka hade skivan sålts i 220 000 exemplar världen över, efter tre veckor i fler än 500 000 exemplar. Albumet gick in på fjärde plats på världsalbumlistan och låg på första plats i tio olika länder. Totalt nådde försäljningssiffrorna topp tjugo i tjugo länder av trettiofyra.
Albumet har sålt dubbel platina i Indien (100 000+), platina i Finland (30 000+) och guld i Storbritannien (100 000+), Sverige (30 000+), Grekland (10 000+), Kanada (50 000+), Italien (40 000+) och Schweiz (15 000+). Iron Maiden är det första heavy metal-bandet som gått rakt in på en fjärdeplats på den indiska topplistan och nådde efter ett tag en andraplats, och blev ett av få rock/metal-album som sålt platina i Indien.
Albumet fick överlag positiva recensioner. Metal Hammer gav albumet tio poäng av tio möjliga och skrev bland annat: "Iron Maiden har återigen överträffat sig själva". ”Kerrang!” gav albumet fem poäng av fem och skrev: "Ännu en Iron Maiden-klassiker ... Håller allt som långvariga fans har älskat hos Iron Maiden.”  Classic Rock gav skivan utmärkelsen "Årets album", och bandet vann ett pris som röstats fram av Classic Rocks läsare. Rolling Stone gav albumet tre poäng av fem och tyckte att musiken och texterna var "relevanta". Dock skrev de att "sångerna marscherade där de en gång galopperade" och att bandet "åldrades vackert".. Många uppskattade bandets komplexa, progressiva sångstruktur och tankfulla texter.
| År   | Topplista                      | Position |
| ---- | ------------------------------ | -------- |
| 2006 | Brazil Top 100                 | #1       |
| 2006 | Kanadensiska topplistan        | #2       |
| 2006 | Tyska albumlistan              | #1       |
| 2006 | Brittiska topplistan           | #4       |
| 2006 | U.S Billboard 200              | #9       |
| 2006 | U.S. Billboard Top Rock Albums | #4       |
| 2006 | Indien                         | #2       |
| 2006 | Schweiz                        | #2       |
| 2006 | Spanien                        | #4       |
| 2006 | Svenska albumlistan            | #1       |
| 2006 | Finland                        | #1       |
| 2006 | Italien                        | #1       |
| 2006 | Turkiet                        | #2       |
| 2006 | Australien                     | #12      |
| 2006 | Slovenien                      | #1       |
| 2006 | Kroatien                       | #1       |
| 2006 | Polen                          | #1       |
| 2006 | Ungern                         | #2       |
| 2006 | Tjeckien                       | #1       |

## Turné
Albumturnén kallades A Matter of Life and Death World Tour och pågick mellan oktober 2006 och juni 2007 med totalt 60 konserter.
Samtliga av albumets tio låtar har framförts live.